# Ptyssiglottis gibbsiae
Ptyssiglottis gibbsiae är en akantusväxtart som beskrevs av Spencer Le Marchant Moore. Ptyssiglottis gibbsiae ingår i släktet Ptyssiglottis och familjen akantusväxter. Inga underarter finns listade i Catalogue of Life.